# Podporožskij rajon
Il Podporožskij rajon (in russo Подпорожский район?) è un rajon dell'Oblast' di Leningrado, nella Russia europea occidentale; il capoluogo è la città di Podporož'e.